# Daniel Ludueña
Daniel Emmanuel Ludueña (Córdoba, 27 luglio 1982) è un ex calciatore argentino, di ruolo centrocampista.

## Carriera

### Club
La carriera calcistica di Daniel Ludueña inizia nel River Plate all'età di 16 anni. Il suo talento viene notato dai Tecos de la UAG, che nel 2005 lo acquistano facendolo debuttare con la maglia n° 10. Al suo esordio segna un gol determinante per una vittoria per 1-0 contro gli UNAM Pumas. Nello stesso anno, Ludueña diventa il giocatore più importante del Tecos segnando complessivamente 11 gol. Inoltre ha condotto la sua squadra alla finale della sua prima stagione, ma perde contro il Club America con il punteggio di 7-4. Nonostante quest'ultima sconfitta, e i precedenti successi, Ludueña diventa il regista del Tecos.
Nel 2007 viene acquistato dal Santos Laguna della Liga de Ascenso, ormai vicina alla retrocessione. Ma grazie al contributo di Ludueña la squadra si salva dalla retrocessione, per molti considerato un miracolo. Nella stagione successiva il Santos Laguna conquisterà il 1º posto in classifica e Ludueña diventerà il capocannoniere della squadra con 18 gol e 10 assist. Il Santos giunge in semifinale ma ha perde contro i Pumas con il punteggio totale di 5-4.
Anche se nel campionato di Clausura 2008 non compare come calciatore di rilievo nella classifica dei marcatori, per Ludueña fu sufficiente vincere il campionato. Nella finale contro il Cruz Azul, per 2-1, fu il giocatore determinante per la conquista di titolo di campione del Messico. Grazie alle sue prestazioni Ludueña ora è considerato uno dei migliori giocatori del campionato messicano. È stato notato da squadre come il Deportivo La Coruña, l'Espanyol e il Cruzeiro.

## Palmarès

### Club

#### Competizioni nazionali
- Campionato argentino: 4

River Plate: Apertura 1999, Clausura 2000, Clausura 2002, Clausura 2003
- Campionato messicano: 1

Santos Laguna: Clausura 2008

### Individuale
- Pallone d'oro (Messico): 1

Apertura 2007